# Bouan
Bouan es una comuna francesa situada en el departamento de Ariège, en la región de Occitania.

## Demografía
| 66 | 58 | 43 | 37 | 29 | 30 | 39 |
| Para los censos de 1962 a 1999 la población legal corresponde a la población sin duplicidades (Fuente: INSEE [Consultar]) |    |    |    |    |    |    |